# Даляньский университет национальностей
Даляньский Национальный Университет  (англ. Dalian National  University, кит. 大连民族大学) — университет, расположенный в городе Далянь провинции Ляонин (КНР).
Географически университет находится в центре Даляньского экономико-технологического открытого района, созданного для обслуживания «Бохайского кольца». Это высшее общеобразовательное учреждение находится в ведении Национального комитета по делам национальностей КНР, и является единственным учреждением такого рода на Северо-Востоке КНР.

## История создания
Официально открыт в 1997 году, хотя строительство началось еще в 1984. С апреля 2006 года управляется совместно Национальным комитетом по делам национальностей КНР, правительством провинции Ляонин и правительством города Далянь.

## Структура университета
Имеет в составе 16 факультетов, в том числе:
- Школа экономики и управления[1];
- Школа естественных наук и школа подготовительного образования[2];
- Колледж компьютерных наук и инженерии[3];
- Колледж иностранных языков[4];
- Школа дизайна[5];
- Колледж гражданского строительства[6];
- Колледж свободных искусств и права[7];
- Международная школа бизнеса[8];
- Школа информатизации и коммуникационной инженерии[9];
- Колледж окружающей среды и ресурсов[10];
- Школа физики и материаловедения[11];
- Архитектурный колледж[12];
- Академия китайского национального сообщества[13];
- Школа марксистских исследований (Академия марксизма)[14];
- Колледж инноваций и предпринимательства[15];
- Факультет физического воспитания[16]

В университете ведется подготовка по 40 различным специальностям. В нём учатся представители 56 национальностей Китая. Представители национальных меньшинств составляют более 60 % студентов вуза.
Общее количество учащихся — около 12 тысяч. В университете работает около 1000 сотрудников, среди них 640 человек — это профессорско-преподавательский состав.

## Международное сотрудничество
Университет ведет активное сотрудничество с вузами других стран, в частности, из США, Великобритании, Японии, Республики Корея, Новой Зеландии (всего — около 30 зарубежных партнеров). Реализуются совместные программы подготовки специалистов по системе «2+2», «3+1», «4+1».